# Гауптвахта

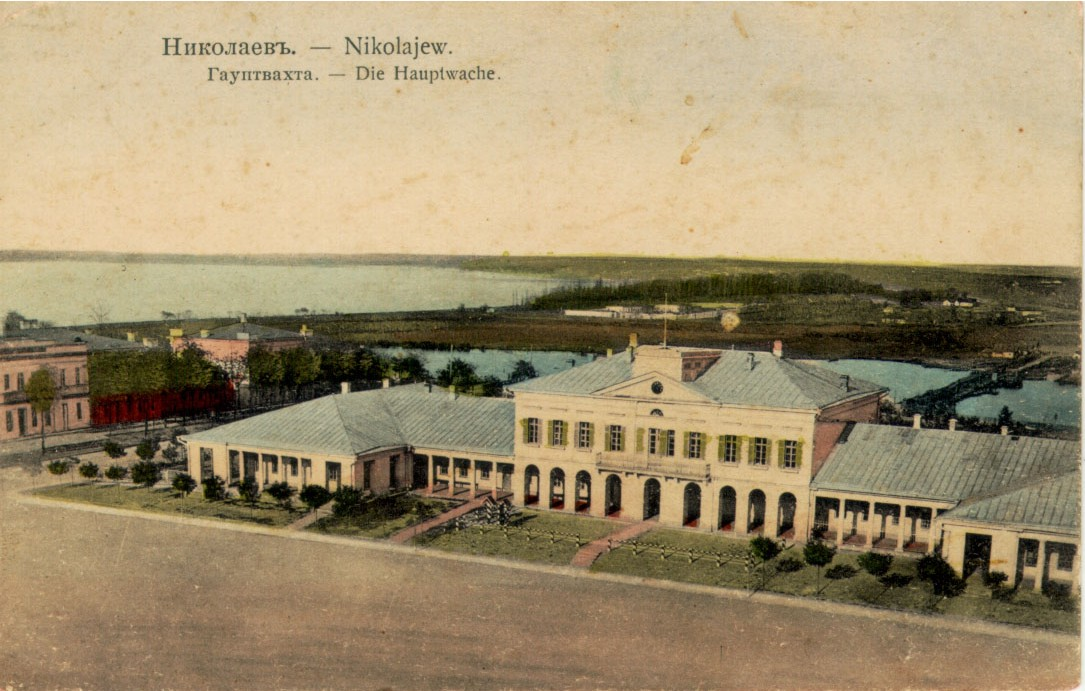
Поштова картка, Миколаїв, гауптвахта.

Гауптва́хта (від нім. Hauptwache — головна варта) — місце в армії, де примусово утримують військовиків-порушників військової дисципліни. На гауптвахті обладнують загальні та одиночні камери для заарештованих, окремі камери для допиту, двір для прогулянок, вартові приміщення тощо.
У багатьох країнах гауптвахта відсутня, замість неї використовуються військові в'язниці, також відсутні «господарські» наряди на кухню, прибирання приміщень і територій (такі роботи виконуються приватними фірмами) і основним покаранням для військовослужбовців є грошовий штраф і догана. В основному така ситуація в країнах Західної та Східної Європи.